# 天然舞台
天然舞台，原名凤凰影剧院、凤凰百花剧场，是浙江省宁波市的一座剧院，始建于1928年，现址于2017年9月20日正式启用。

## 历史

### 原天然舞台
1928年由鄞县（现鄞州区）姜山人何志庚创建于和义路上，初期以出演京剧为主，1933年因宁波市工务局勒令拆除天然舞台而迁至开明街附近的右营巷，占地面积1240平方米，舞台高15米，宽13米，深10.5米，观众席分两层，共有1320个座位，1938年改演越剧为主，1945年整修，1952年实施场团合一，前后台以拆账方式联合经营，1955年转为地方国营，此后不少戏曲名家在此演出，文化大革命期间曾更名为红星剧院，除开会、演出外，亦放映电影，1977年甬剧恢复演出，亦有外地戏剧、歌舞等表演团体演出，1979年恢复原名，1986年因危房而停止营业，1988年改为菜市场:472，1990年撤销改为市歌舞团团部，作为过渡用房至1999年，2001年因建设天一广场被拆除:1530:2393-2394。

### 原凤凰影剧院、凤凰百花剧场
于1990年开工，1994年完工并投入使用，2000年全面整修，建筑面积3132平方米，设有646个座位，2006年更名为凤凰百花剧场，以小百花越剧团的越剧演出为主，2007年为专业演出场所:875-876，2012年因宁波市艺术剧院（凤凰剧场）改造需要被拆除。

### 现天然舞台
于2013年9月29日正式开工，2017年9月20日正式启用并正式挂牌天然舞台，2018年8月15日天然舞台小剧场启用。

## 设施
天然舞台总占地面积11457平方米，总建筑面积8000平方米，舞台采用世界上常用的品字型镜框式舞台，台口宽16米，高9米，主舞台深3.6米，乐池可升降，宽3.6米，设有两层观众席，一层共681个座位，二层共319个座位，总共1000个座位，主舞台上空布置有5道灯光吊杆，2杆左右侧灯光吊笼，48道电动吊杆，4台台口单点吊机和1台大幕机，剧院灯光配置有面光和耳光，均为成像灯，音响配置为LA线阵，单边为5+2。